# Outpost Firewall Pro
Outpost Firewall Pro – osobista zapora sieciowa rosyjskiej firmy Agnitum, zabezpieczająca komputery z systemem operacyjnym Microsoft Windows przed nieautoryzowanym wyciekiem informacji oraz atakami crackerów podczas połączenia z siecią lokalną lub Internetem.
W wersjach do 2007 włącznie użytkownik mógł zwiększać funkcjonalność programu, korzystając z wtyczek (część z nich była domyślnie instalowana z programem, jak: antyspyware, wykrywanie ataków, blokowanie reklam). Wersje 2008 i 2009 nie pozwalają na rozbudowę funkcjonalności za pomocą wtyczek.
Outpost Network Security jest podobnym produktem tej samej firmy, ale ukierunkowanym na potrzeby klienta biznesowego.
Programy dostępne są w wersji komercyjnej oraz 30-dniowej wersji próbnej. Od 2009 roku dostępna jest również wersja darmowa – Outpost Firewall Free.